# ホクレン農業協同組合連合会
ホクレン農業協同組合連合会（ホクレンのうぎょうきょうどうくみあいれんごうかい、英称：HOKUREN Federation of Agricultural Cooperatives ）は、札幌市中央区に本所がある北海道における経済農業協同組合連合会。略称はホクレン。

## 概要
北海道での農業協同組合（JA）のグループである。地域のJAを通じて生産者への営農活動支援を根幹としているほか、生産現場に不可欠な資材やエネルギー供給、技術面や情報面でのバックアップなど、農産物・畜産物を安定的に生産するためのサポートを行っている。また、消費者へ食を安定供給する役割もあり、北海道内外に北海道産の農畜産物の供給のほか、幅広いPR活動や地域の社会貢献（社会事業）なども行っている。

## 商品
- 米
  - きたくりん
  - ななつぼし
  - おぼろづき
  - ふっくりんこ
  - ゆめぴりか
- 野菜
  - よくねた野菜
- 豆・片栗粉
- 肉・卵
- 牛乳・乳製品
- 砂糖
- 冷凍食品
- 食品・その他

## 沿革
「ホクレングループのあゆみ」参照
- 1919年（大正08年）：保証責任北海道信用購買販売組合聯合会（北聯）設立。
- 1923年（大正11年）：全国購買農業協同組合連合会（全購連）加入。
- 1931年（昭和06年）：全国販売農業協同組合連合会（全販連）加入。
- 1932年（昭和07年）：東京聯倉開設。
- 1934年（昭和09年）：野付牛（のつけうし。現・北見市南仲町）に野付牛薄荷精製工場操業開始（後の北見薄荷工場、1983年閉場[3]。現・北見ハッカ記念館[4]）。
- 1938年（昭和13年）：小樽市手宮で小樽種子精撰工場（現在の小樽種子工場）操業開始。
- 1942年（昭和17年）：北海道製酪販売組合連合会（酪連）と合併、産業組合中央会支会と統合し、保証責任北海道信用購買販売利用組合連合会と改称。
- 1943年（昭和18年）：北海道農業会（北農）設立。
- 1948年（昭和23年）：北農を解散し、北海道購買農業協同組合（北購連）・北海道販売農業協同組合連合会（北販連）設立。
- 1954年（昭和29年）：北購連と北販連が統合し、北海道経済農業協同組合連合会発足。
- 1958年（昭和33年）：斜里町字川上に中斜里製糖工場操業開始。
- 1959年（昭和34年）：ホクレン農業協同組合連合会（ホクレン）と改称。
- 1962年（昭和37年）：清水製糖工場操業開始。
- 1964年（昭和39年）：端野町（現・北見市端野）にホクレン給油所（ガソリンスタンド）第1号開設[5]。
- 1965年（昭和40年）：ホクレンマーケット（現在のホクレン商事）設立。
- 1969年（昭和44年）：くみあいチェーン発足（1973年にAコープチェーン加入）。「ホクレンパールライス」発売。
- 1970年（昭和45年）：網走郡美幌町美芳（みよし）で北見地区穀物調整工場操業開始。
- 1971年（昭和46年）：広島町（当時）大曲（おおまがり）に札幌地区鶏卵流通センター開設。
- 1972年（昭和47年）：『ホクレン大収穫祭』初開催。
- 1973年（昭和48年）：シンボルマーク制定（和田誠デザイン）。同年11月、札幌市東区（苗穂駅近傍）にホクレンホームセンターオープン[6] [7]。
- 1975年（昭和50年）：開発研究部新設（1981年に農業総合研究所と改組）。
- 1977年（昭和52年）：東京都港区港南に東京食品流通センター開設。
- 1978年（昭和53年）：『ホクレングリーンコンサート』初開催。
- 1980年（昭和55年）：ホクレンビル落成[8]。
- 1981年（昭和56年）：『ホクレン中古農機展示即売会』初開催。
- 1986年（昭和61年）：音更町字音更に十勝地区家畜市場開設[9]。苫小牧市真砂町（まさごちょう）に苫小牧石油貯蔵施設完成。
- 1987年（昭和62年）：ホクレン女子陸上部創部[10]。
- 1988年（昭和63年）：長沼町に長沼研究農場開場。マスコットキャラクターの「てんさいくん」が制定される[11]。デザインは漫画家佃公彦のプロダクション（グリーンキャメル）、名前は佃公彦が選考委員長に就任して一般公募により決定された[11]。
- 1990年（平成02年）：佐呂間町西富北見に北見地区総合家畜市場開設。
- 1991年（平成03年）：札幌市西区二十四軒に札幌生活用品流通センター（現在の札幌生活用品総合センター）開設。滝川市江部乙町に滝川スワインステーション開設[12]。
- 1992年（平成04年）：滝川種苗生産センター開設。北の食と食文化の館「ふうど館」オープン[13]。
- 1993年（平成05年）：牛肉の産直事業開始、首都圏コープと提携。「ほくれん丸」就航（2006年更新）。パールライス砂川工場操業開始。東京支店ビル開設。
- 1994年（平成06年）：「ホクレン夢大賞」創設。
- 1995年（平成07年）：釧路市知人町（しりとちょう）の全農釧路石油基地を釧路石油貯蔵施設として移管。
- 1997年（平成09年）：恵庭市下島松（しもしままつ）に恵庭研究農場開場。「第二ほくれん丸」就航（2006年更新）。十勝枝肉市場開設。
- 1999年（平成11年）：山梨県西八代郡市川三郷町宮原で山梨馬鈴しょサラダ工場操業開始。
- 2001年（平成13年）：北海道漁業協同組合連合会（北海道ぎょれん）と業務提携。
- 2002年（平成14年）：パールライス工場操業開始[14]。
- 2003年（平成15年）：『ホクレンディスタンスチャレンジ』初開催。『ホクレンパールライスファン感謝祭』初開催。
- 2004年（平成16年）：茨城県常総市大輪町（おおわまち）に関東野菜センター開設。
- 2006年（平成18年）：生乳流通にトレーサビリティシステムを導入。
- 2010年（平成22年）：食と農のふれあいファーム「くるるの杜」オープン。
- 2012年（平成24年）：マスコットキャラクター「てんさいくん」が商標登録される[11]。
- 2015年（平成27年）：営農支援センター・営農支援室新設。
- 2020年（令和02年）8月：ジャガイモの安定供給に向け、カルビーと連携協定[15]。
- 2025年（令和07年）：十勝家畜市場が移転予定[16]。

## 組織
- 総会
  - 監事会 - 代表監事・常任監事 - 監事監査室
  - 内部監査室
  - 常勤役員参事会
  - 参事 - 会長専務・副会長常務
    - 管理本部
    - 米穀事業本部
    - 農産事業本部
    - てん菜事業本部
    - 酪農畜産事業本部
    - 資材事業本部
    - 生活事業本部
    - 農業総合研究所

## 事業所

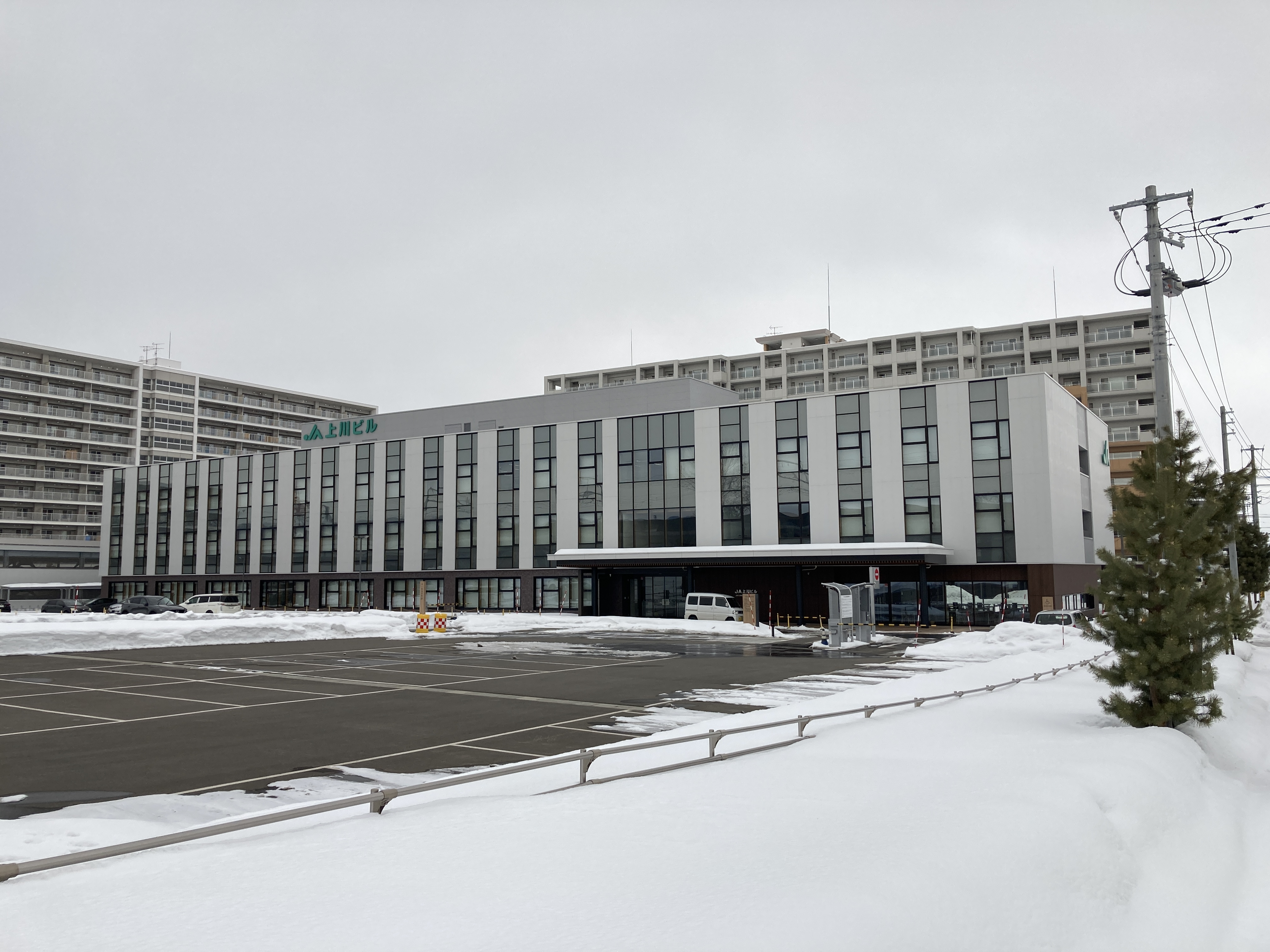
旭川支所（JA上川ビル内）

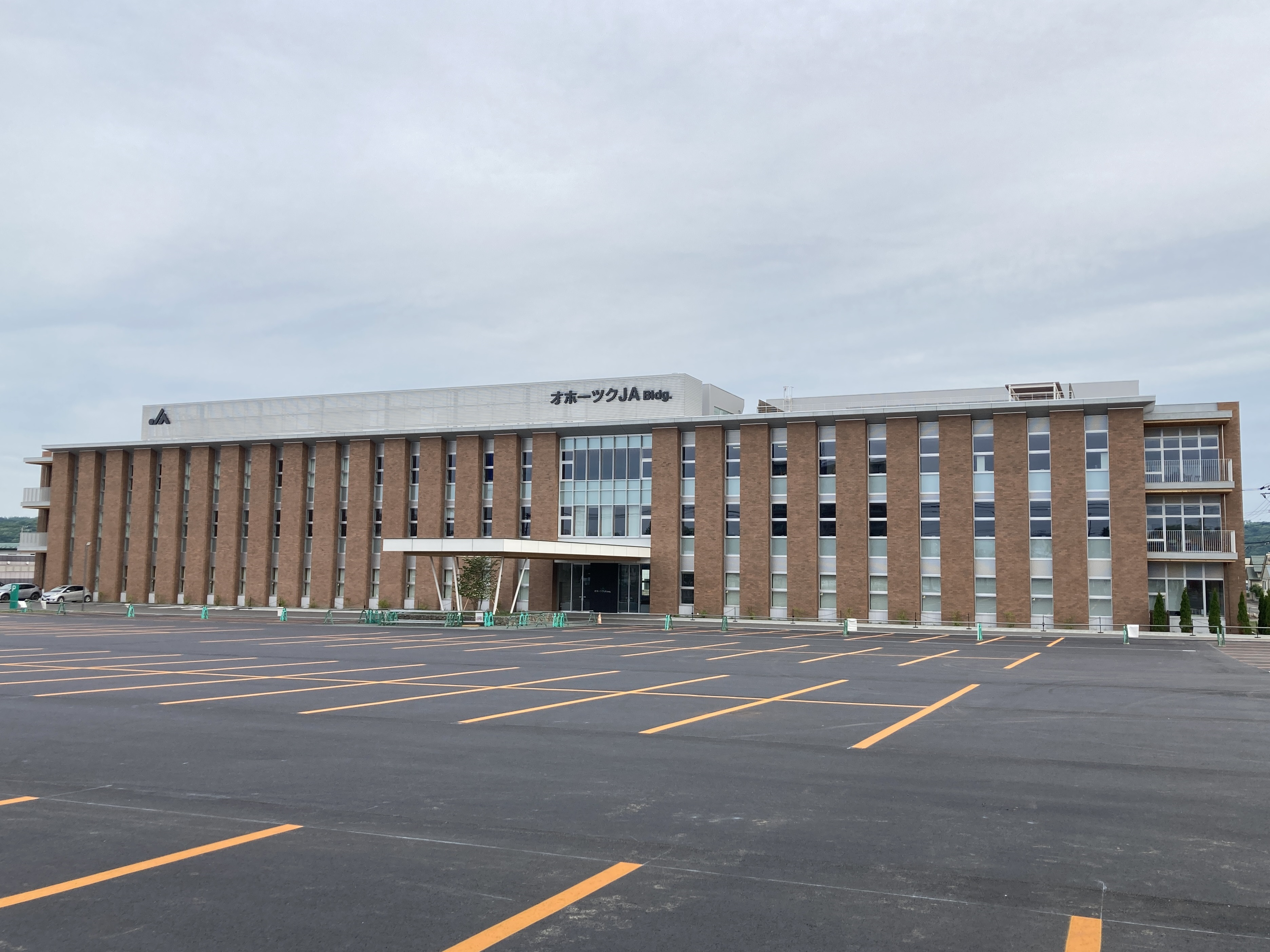
北見支所（オホーツクJA Bldg.内）

### 本所・支所・支店・事務所
- 本所 - 札幌市中央区北4条西1丁目3
- 札幌支所 - 札幌市中央区北4条西1丁目1（北農ビル16階）
- 道央支店 - 札幌市中央区北4条西1丁目3（ホクレンビル3階）
- 函館支所 - 北海道函館市宮前町33-13
- 倶知安支所 - 北海道虻田郡倶知安町南3条西3丁目1
- 苫小牧支所 - 北海道苫小牧市若草町5丁目5-3
- 岩見沢支所 - 北海道岩見沢市5条西5丁目2-1
- 留萌支所 - 北海道留萌市末広町2丁目4-12（留萌農業会館内）
- 旭川支所 - 北海道旭川市宮下通4丁目2-5（JA上川ビル内）
- 稚内支所 - 北海道稚内市末広4丁目2-31（宗谷農業会館内）
- 帯広支所 - 北海道帯広市西12条南6丁目3番地1（農協連ビル2F）
- 北見支所 - 北海道北見市とん田東町617番地（オホーツクJA Bldg.内）
- 釧路支所 - 北海道釧路市黒金町12丁目10
- 中標津支所 - 北海道標津郡中標津町東6条南1丁目2
- 仙台支店 - 仙台市宮城野区榴岡4丁目6-1（東武仙台第一ビル2階）
- 東京支店 - 東京都千代田区東神田2丁目9-5
- 名古屋支店 - 名古屋市中区丸の内2丁目20-25（丸の内STビル7階）
- 大阪支店 - 大阪市北区鶴野町1-9（梅田ゲートタワー9階）
- 福岡支店 - 福岡市博多区博多駅前2丁目9-28（福岡商工会議所ビル8階）
- 東京事務所 - 東京都千代田区丸の内3丁目4-1（新国際ビル8階801区）

### 工場
- 農産広域センター[17] - 北海道石狩市新港西2丁目792
- 北見地区穀物調製工場 - 北海道網走郡美幌町三芳11
- 札幌野菜センター
  - 札幌パッケージセンター - 札幌市西区二十四軒1条1丁目6
  - 石狩パッケージセンター - 北海道石狩市新港西2丁目793
- 山梨馬鈴しょサラダ工場 - 山梨県西八代郡市川三郷町宮原1960-1
- 関東野菜センター - 茨城県常総市大輪町903-7
- 中斜里製糖工場[18] - 北海道斜里郡斜里町字川上111
- 清水製糖工場[19] - 北海道上川郡清水町字清水第1線71-1
- 女満別種子工場 - 北海道網走郡大空町女満別西1条1丁目3-1
- 小樽種子工場 - 北海道小樽市手宮1丁目1-1
- 食肉加工工場 - 北海道勇払郡安平町遠浅695-5
- パールライス工場[20] - 北海道石狩市新港西2丁目792
- パールライス砂川工場[21] - 北海道砂川市北光365-7

### 施設
- くるるの杜 - 北海道北広島市大曲337-1
- ホクレングリーンショップ - 札幌市中央区北4条西1丁目1 北農ビル地下1階
- 滝川種苗生産センター - 北海道滝川市北滝の川735-109
- 滝川スワインステーション - 北海道滝川市江部乙町4348-1
- 旭川鶏卵流通センター - 北海道旭川市流通団地1条2丁目
- 北見鶏卵流通センター - 北海道北見市端野町三区461
- 札幌鶏卵流通センター - 北海道北広島市大曲823-9
- 札幌食肉流通センター - 札幌市東区本町1条9丁目2-8
- 釧路クーラーステーション - 北海道川上郡標茶町字熊牛原野15線西6-1
- 南北海道家畜市場 - 北海道勇払郡安平町早来新栄4
- 北海道中央地域家畜市場 - 北海道旭川市東鷹栖5線10
- 豊富地域家畜市場 - 北海道天塩郡豊富町上サロベツ569-1
- 十勝地区家畜市場 - 北海道河東郡音更町字音更西2線9-1
- 北見地区総合家畜市場 - 北海道常呂郡佐呂間町西富127-2
- 釧路地区家畜市場 - 北海道釧路市大楽毛86-1
- 根室地区家畜市場 - 北海道標津郡中標津町南中10-2
- 十勝枝肉市場 - 北海道帯広市西25条北2丁目1-1
- 札幌農機総合部品センター - 北海道北広島市大曲823-8
- 苫小牧石油貯蔵施設 - 北海道苫小牧市真砂町36-3
- 留萌石油出荷ターミナル - 北海道留萌市塩見町2436
- 釧路石油貯蔵施設 - 北海道釧路市知人町2-18
- 札幌生活用品総合センター - 札幌市西区二十四軒1条1丁目6
- 旭川生活用品センター - 北海道旭川市流通団地1条2丁目
- 帯広生活用品センター - 北海道帯広市西22条北1丁目10-4
- 北見生活用品センター - 北海道北見市東相内39-1
- 東京食品流通センター - 東京都港区港南5丁目6-7 品川埠頭
- 釧路倉庫 - 北海道釧路市南浜町32
- 北の食と食文化の館「ふうど館」[22] - 北海道小樽市堺町3-18
- 農業総合研究所 - 札幌市東区北6条東7丁目375
- 長沼研究農場 - 北海道夕張郡長沼町東9線南2（17区）
- 恵庭研究農場 - 北海道恵庭市下島松829
- 訓子府実証農場 - 北海道常呂郡訓子府町字駒里184-7
- バイオ研究センター - 北海道夕張郡長沼町東5線北15（1区）

### かつて運営していた施設
- ホクレンホームセンター[23]（札幌市東区北5条東7丁目375）：1973年（昭和48年）11月開業、2020年（令和2年）8月31日閉業[24]。

## 子会社・関連法人等
- 上川ライスターミナル
- サッポロライス[25]
- 農協サイロ
- 札幌みらい中央青果[26]
- ホクレン協同サービス[27]
- ホクレンくみあい飼料[28]
- ホクレンくみあい・雪印飼料
- ホクレン肥料[29]
- ホクレン包材[30]
- 北農設計センター
- ホクレン油機サービス[31]
- ホクレン商事
- ホクレン通商
- ホクレン情報サービス[32]
- ホクレン運輸[33]
- ホクチクファーム[34]
- グリーンズ北見
- 北海道畜産公社
- ホクチクサービス
- よつ葉乳業
- くみあい乳業
- よつ葉物流
- 後志くみあい機械センター
- 十勝くみあい農機事業センター
- 根室機械センター
- JA北海道情報センター[35]
- 北海道青果サービス

なお石川県白山市松本工業団地内に同名の企業が存在するが、ゴーセンの完全子会社であって、本稿のホクレンとは一切関係はない。

## ほくれん丸

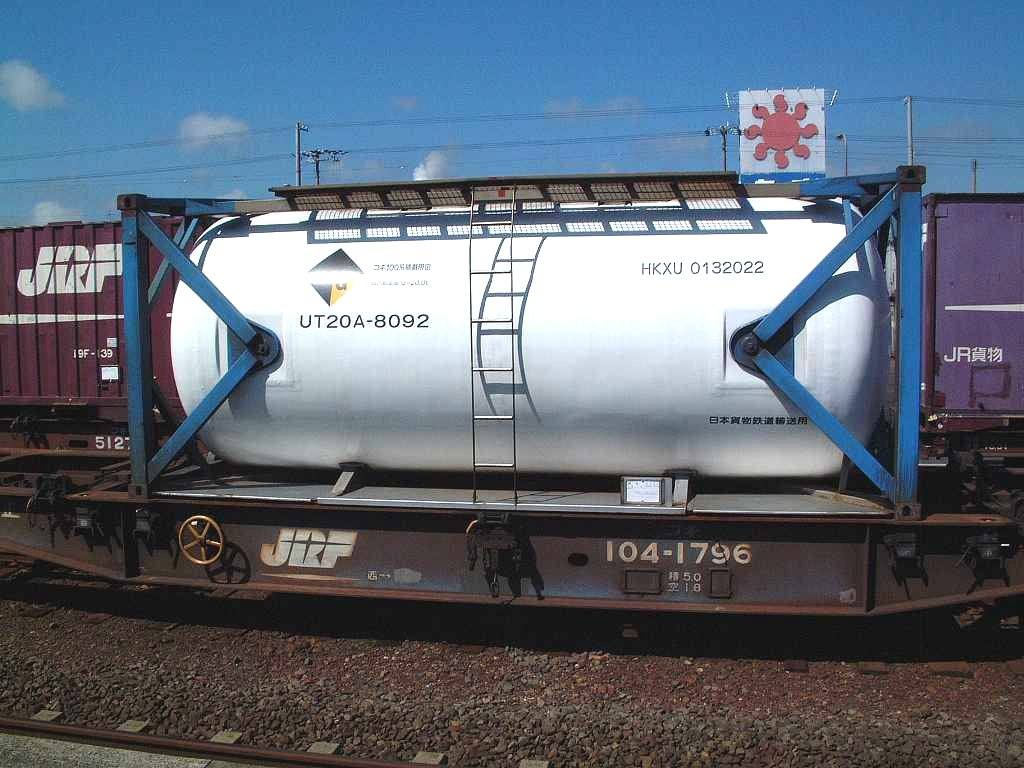
「ほくれん丸」にトレーラーシャシーごと積載する生乳輸送用コンテナ（画像は貨車に積載された状態）（2005年8月）

「ほくれん丸」は、川崎近海汽船が船を建造・所有・運航し、スペースの一部をホクレン並びに傘下のホクレン運輸が借り上げる方式で運航されるRO-RO船。
1991年に北海道外への生乳輸送拡大を見込んだ輸送整備計画が発足し、検討の結果川崎近海汽船の船舶を借り上げる形として1993年（平成3年）7月に7,000総トン級の初代「ほくれん丸」が初就航し釧路港と日立港を20時間で結ぶ航路とした。その後1997年（平成9年）には第2船「第二ほくれん丸」が就航し、2船体制による毎日運航を確立した。
2003年には毎日運航に伴う経年劣化から川崎近海汽船側から2隻同時の大型化が提案され、2006年（平成18年）に約2倍の規模となる14,000総トン級の新造船に更新。以降生乳輸送を年間約17万トン行い2012年度には需要に応じ関西方面への出荷比率を高めたため15万トンを割ったものの、その後は本州での生産量減少が続いたため2017年度には再度17万トンを超えた。
近年は野菜類など生乳以外の輸送量の増加で生乳の需要期と農産物の収穫期が重なる9・10月に満載状態が続き、人手不足によるトラック輸送の低減や災害時の鉄道不通対策を考慮し2019年に2026年の更新予定を前倒しして積載能力の2割向上と燃費を1割改善した新船を計画。4・5月に更新を予定し道東から苫小牧港へ運んでいた船便輸送の一部もほくれん丸の利用に切り替える方針とし、「冨王丸」「ほっかいどう丸」を改修の上投入した。

## CM
テレビ
- あぐり王国北海道NEXT（HBC） - 「JAグループ北海道」名義の1団体として提供、1分間の企業CMを放送。なお、出演者の森崎博之はアンバサダーを務めている[41]。
- どさんこワイド（STV） - 17時台、筆頭スポンサーで提供。
- イチモニ!（HTB） - 水曜日と金曜日の7時台に提供。
- 天気予報（UHB） - 1990年代まで月・水・金曜日の22:55放送分を提供。2009年4月からは月曜日の22:55放送分のみに提供している。
- プリンセス駅伝、クイーンズ駅伝（TBSテレビ全国ネット、共にナショナルスポンサーとして）

ラジオ
- カーナビラジオ午後一番!（HBCラジオ） - 15時台前半「おとなのカーナビカウントダウンDX」コーナーで提供。
- グッチーのGood Friday!（HBCラジオ） - 15時台前半「3時のご褒美～Hot Beat Cafe～」コーナーで提供。
- 工藤じゅんきの十人十色（STVラジオ） - 10時台前半「開口一番」コーナーで提供。

### CM提供が終了した番組
テレビ
- ホクレンファミリーボウリング（STV） - 1970年代
- ホクレン土曜スタジオ・サンシャインママ（STV） - 1974年
- HBCニュース（HBC） - 1990年代初頭まで土曜日PM18:50放送分を提供。
- スーパーモーニング（テレビ朝日制作・HTB） - 2000年代後半から番組終了まで、9時台のローカル枠で提供。
- 北海道☆風と緑の食卓（BS朝日、2009年7月25日 - 2010年3月27日）
- ホクレンお天気アイズ（UHB）
- さあ!トークだよ（UHB、2012年4月 - 2014年3月） - 水曜日のみ提供。
- たかじん胸いっぱい（関西テレビ制作・UHB） - スタジオ観覧者や視聴者にプレゼントを提供（北海道ではレギュラー放送は2010年4月から2012年9月まで放送し、その後は大晦日スペシャルのみ放送）。
- プリンセス駅伝（TBSテレビ、2017・18年、ナショナルスポンサー）
- ハナタレナックス特別番組（HTB制作、テレビ朝日系列放送） - 2015年2月15日、2016年2月7日のテレビ朝日系列で全国放送時、スポンサーの一社として提供。

ラジオ
- ウイークエンドバラエティ 日高晤郎ショー（STVラジオ） - 16時台「北の出会い」コーナーで提供（2014年3月まで）。
- Action（AIR-G'） - 9時台前半の「ホクレン ママ'sテーブル」コーナーで提供。
- 羽鳥慎一モーニングショー（テレビ朝日制作、HTB） - 8時台のローカル枠で提供（前番組『モーニングバード!』から継続）していたが、のちに先述の『イチモニ!』に移行。

### CM出演者

#### 現在
- TEAM NACS（2020年 - ）[42]
- A.B.C-Z[43]
  - キャンペーン『It's Milk Magic！』(2021年12月1日 - )
  - TV CM『Milk Magic』篇（2021年12月4日 - ）
- マツコ・デラックス（2014年 - ）[44]
  - ななつぼし、ゆめぴりか
- 寺田心（2022年 - ）[45]

#### 過去
- 堀内孝雄（昭和末期）ホクレンハムギフトキャンペーン[注釈 1]
- 二瓶正也（1978年) ホクレン・ウインナー

## 所属スポーツ選手

### 女子陸上部
1987年4月創部。2023年3月解散。
- 赤羽有紀子 - 2008年北京オリンピック陸上女子5000m・10000m日本代表、2011年・2014年大阪国際女子マラソン優勝。
- 清水美穂
- 宮内洋子
- 宮内宏子